# 完顏闍母
完顏闍母（1090年—1129年1月23日），为金朝皇族，金太祖、金太宗的十一弟。
1116年，輔佐完顏斡魯攻打東京遼陽府高永昌，1118年春為咸州副都統。1120年，隨完顏阿骨打攻克上京臨潢府。1122年，隨完顏杲攻克中京大定府、西京大同府。天会七年正月辛巳日逝世，年四十歲，金熙宗追封他為吳國王，金世宗追封魯王、諡號莊襄。

## 家庭
- 子
  - 四子 完顏宗敘，名 德壽

## 传記資料
- 《金史·列传第九》

1. ↑  《金史》卷2：二月……辛酉，孛堇迪古乃、婁室來見。上以遼主近在中京，而敢輒來，皆杖之。劾里保、雙古等言，咸州都統斡魯古知遼主在中京而不進討，芻糧豐足而不以實聞，攻顯州時所獲生口財畜多自取。三月癸未朔，命闍哥代爲都統而鞫治之，斡魯古坐降謀克。
2. ↑  《金史》卷3：辛巳，吳國王闍母薨。